# Main Street
Main Street er en amerikansk stumfilm fra 1923 af Harry Beaumont.

## Medvirkende
- Florence Vidor som Carol Milford
- Monte Blue som Dr. Will Kennicott
- Harry Myers som Dave Dyer
- Robert Gordon som Erik Valborg
- Noah Beery som Adolph Valborg
- Alan Hale som Miles Bjornstam
- Louise Fazenda som Bea Sorenson
- Anne Schaefer som Mrs. Valborg